# Євангеліє Юди

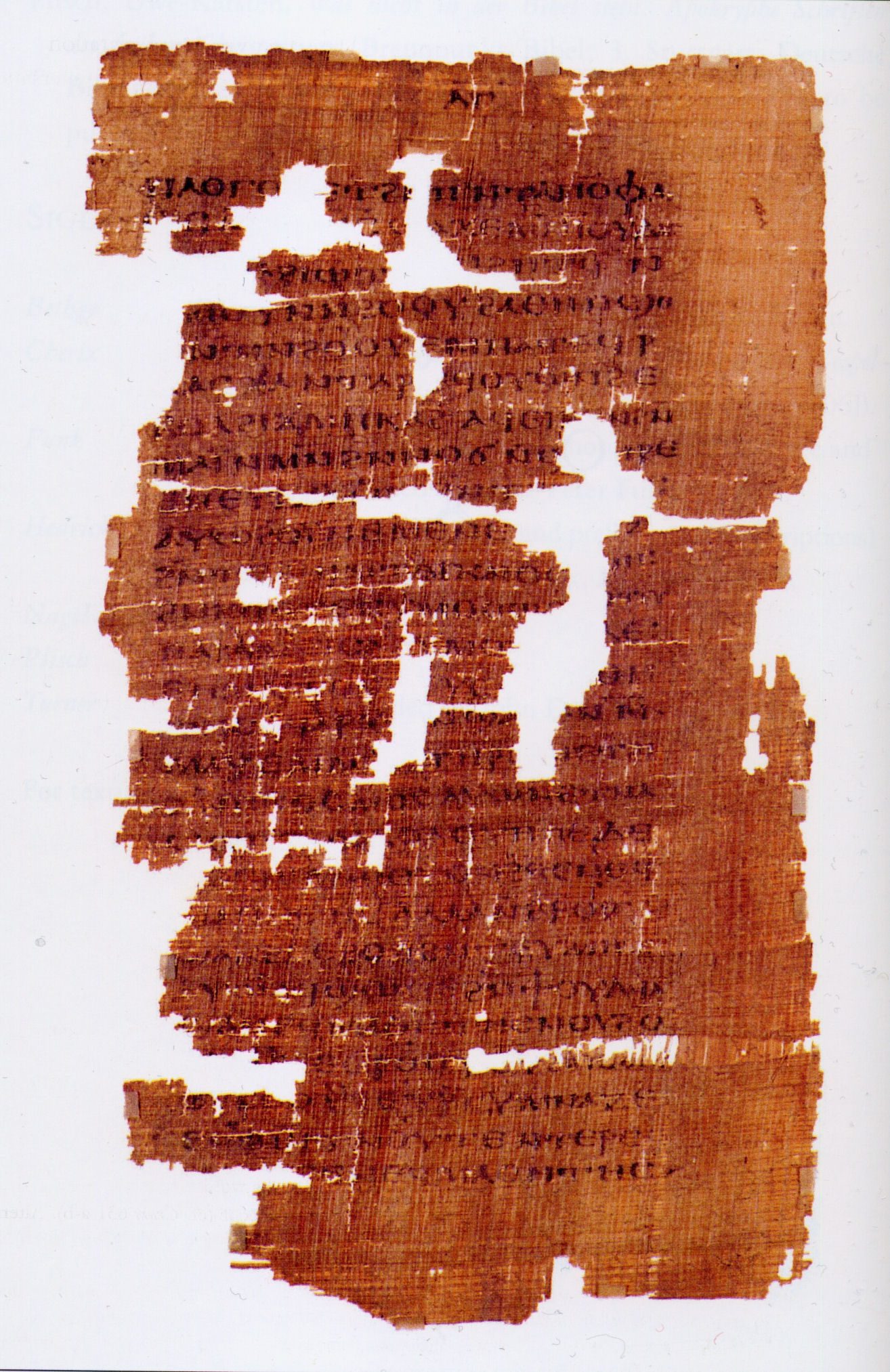
Перша сторінка Євангелія від Юди (33-тя сторінка Кодексу Чакос).

«Єва́нгеліє Юди» — ранньохристиянський апокриф, що був виявлений у папірусному кодексі, який датується III–IV ст. н. е. Кодекс Чакос, названий так за прізвищем батька останньої власниці, віднайшли у 1970-ті роки поблизу єгипетського міста Ель-Мінья. Рукопис складається з 32-х листів (64 сторінки) і містить кілька давніх гностичних текстів перекладених з грецької мови на діалект коптської. Це: Послання Петра Філіпу, Перший Апокаліпсис Якова та список тексту, що названий «Євангеліє Юди». Різні варіанти перших двох апокрифів вже були відомі вченим з гностичної бібліотеки папірусів Наг-Хаммаді, але останній був відомий лише з викривальної праці єпископа Іренея Ліонського «Проти єресей» (близько 180 р. н. е.).
Рукопис був реконструйований та перекладений англійською мовою у квітні 2006 року. Широкого розголосу у ЗМІ та сенсаційності апокрифові додає незвична для традиційного християнського погляду роль Юди, який виступає у ролі головного виконавця волі Ісуса. 
Як і попередні знахідки гностичних папірусів Наг-Хаммаді та рукописів Мертвого моря, текст апокрифа став важливим джерелом для вивчення гностичних течій у ранньому християнстві.

## Online тексти
- Оригінал коптською мовою [Архівовано 29 січня 2007 у Wayback Machine.]
- Англійський переклад із коптської [Архівовано 11 вересня 2011 у Wayback Machine.]
- Український переклад-дослівник з англійської мови: «Євангелія від Юди» [Архівовано 12 квітня 2006 у Wayback Machine.]
- Евангелие Иуды	(русский перевод с коптского и предисловие Дм. Алексеева) [Архівовано 7 листопада 2007 у Wayback Machine.]
- Коптський оригінал, англійський переклад та ілюстрації [Архівовано 27 вересня 2017 у Wayback Machine.]